# ASP (motorfiets)
ASP is de merknaam van een Britse wegracemotorfiets.
De ASP, afkorting van Andy Stevenson’s Pet (Andy Stevensons troeteldier) was een prototype van een wegracer op basis van een Yamaha FZR 1000, in 1997 gebouwd door Andy Stevenson, met een experimentele Maxton-voorwielophanging. In 1998 bouwde hij de ASP in een kleine serie, maar de productiekosten waren te hoog en het project werd gestaakt.